# FAAH
هیدرولاز آمید اسید چرب (انگلیسی: Fatty acid amide hydrolase) که با نام اختصاری FAAH شناخته می‌شود، یک آنزیم است که در انسان توسط ژن «FAAH» کُدگذاری می‌شود.
این آنزیم یکی از اعضای خانوادهٔ سرین هیدرولازها است و در سال ۱۹۹۳ ثابت شد که موجب تجزیهٔ آناندامید می‌گردد.

## عملکرد
این آنزیم در غشاء سلولی یافت می‌شود و تنها یک دومین تراغشایی در انتهای آمینی خود دارد.
در محیط‌های کشت این آنزیم فعالیت‌های استرازی و آمیدازی دارد؛ حال آنکه در  در درون جانداران، FAAH آنزیم اصلی تجزیهٔ لیپیدهای بیواکتیو موسوم به «آمیدهای اسید چرب» (FAAs) است که برخی از انواع آن‌ها عبارتند از:
- آناندامید (ان-آراشیدونویل‌اتانول‌آمین)، نوعی کانابیوئید درون‌زاد[۹]
- ۲-آراکیدونویل گلیسیرین (2-AG)، نوعی کانابیوئید درون‌زاد[۱۰]
- انواع دیگر ان-اسیل‌اتانول‌آمین‌ها همچون ان-اولئوئیل‌اتانول‌آمین و ان-پالمیتوئیل‌اتانول‌آمین[۱۱]
- اولآمید، چربی ایجادکنندهٔ خواب[۱۲]
- ان-اسیل‌تورین‌ها که آگونیست کانال‌های کلسیمی خانوادهٔ «کانال‌های الکتریکی گیرنده‌ای موقت» هستند.[۱۳]

موش‌هایی که ژن تولیدکنندهٔ این آنزیم در آن‌ها تعمداً تخریب شده‌است، فنوتیپی آنالژزیک دارند، بدین معنا که حساسیت‌شان به درد در آزمایش‌های بررسی درد همچون «آزمایش صفحهٔ داغ»، «آزمایش فرمالین» و «آزمایش جنبش سریع دُم» کاهش یافته‌است. این موش‌ها به‌دلیل اختلال در تجزیهٔ آناندامید، حساسیت شدید به تجویز آناندامید بیرونی (غیر درون‌زاد) دارند که یک آگونیست گیرندهٔ کانابیوئید (CB) است.

## اهمیت بالینی
از آنجایی که FAAH در تنظیم ادراک درد نقش دارد، امروزه آن را به‌عنوان یکی از اهداف پژوهش‌های دارویی جهت تسکین و درمان درد در نظر دارند.
گزارش‌هایی از یک مورد نادر از جهشی خاص در ژن FAAH در بانویی اسکاتلندی در دست است که نشان می‌دهد، جهش در این ژن و بالارفتن سطح
آناندامید در بدن او سبب شده تا هرگز دچار درد و اضطراب نشود. او قادر به تجربهٔ «ترس» نیست و نسبت به درد نیز حساسیتی نشان نمی‌دهد. این عدم حس درد، موجب بروز چندین نمونه از بریدگی و سوختگی در بدنش شده که همگی سریع‌تر از معمول بهبود می‌یابند.
همچنین چند مطالعهٔ قدیمی، جهش در ژن FAAH را با سوءمصرف مواد یا اعتیاد به آن‌ها مرتبط نمودند، اما بررسی‌ها و پژوهش‌های بعدی، آن یافته‌ها را تأیید نکردند.
پژوهش‌های انجام‌شده بر روی سلول‌ها، جانوران و ژنتیک در انسان ثابت کرده‌است که مهار آنزیم FAAH یک استراتژی درمانی سودمند در درمان اختلال اضطراب است.
بر پایهٔ مکانیسم هیدرولیتیک آنزیم FAAH، تعداد فراوانی از بازدارنده‌های آنزیمی برگشت‌پذیر و برگشت‌ناپذیر برای آن ساخته شده‌است که از آن میان می‌توان به ال‌وای-۲۱۸۳۲۴۰ و یوآربی۵۹۷ اشاره کرد.